# Глоди (Підляське воєводство)
Глоди (пол. Głody) — село в Польщі, у гміні Перлеєво Сім'ятицького повіту Підляського воєводства.
Населення — 27 осіб (2011).
У 1975-1998 роках село належало до Ломжинського воєводства.

## Демографія
Демографічна структура станом на 31 березня 2011 року:
|          | Загалом | Допрацездатний вік | Працездатний вік | Постпрацездатний вік |
| -------- | ------- | ------------------ | ---------------- | -------------------- |
| Чоловіки | 13      | 0                  | 8                | 5                    |
| Жінки    | 14      | 0                  | 6                | 8                    |
| Разом    | 27      | 0                  | 14               | 13                   |